# Kalikuning (Kalikajar)
Kalikuning is een bestuurslaag in het regentschap Wonosobo van de provincie Midden-Java, Indonesië. Kalikuning telt 1155 inwoners (volkstelling 2010).